# Лагув (Свебодзінський повіт)
Лагув (пол. Łagów, нім. Lagow) — село в Польщі, у гміні Лагув Свебодзінського повіту Любуського воєводства.
Населення — 1588 осіб (2011).
У 1975-1998 роках село належало до Зеленогурського воєводства.

## Демографія
Демографічна структура станом на 31 березня 2011 року:
|          | Загалом | Допрацездатний вік | Працездатний вік | Постпрацездатний вік |
| -------- | ------- | ------------------ | ---------------- | -------------------- |
| Чоловіки | 762     | 131                | 548              | 83                   |
| Жінки    | 826     | 108                | 532              | 186                  |
| Разом    | 1588    | 239                | 1080             | 269                  |